# Wiesiołek Hoelschera

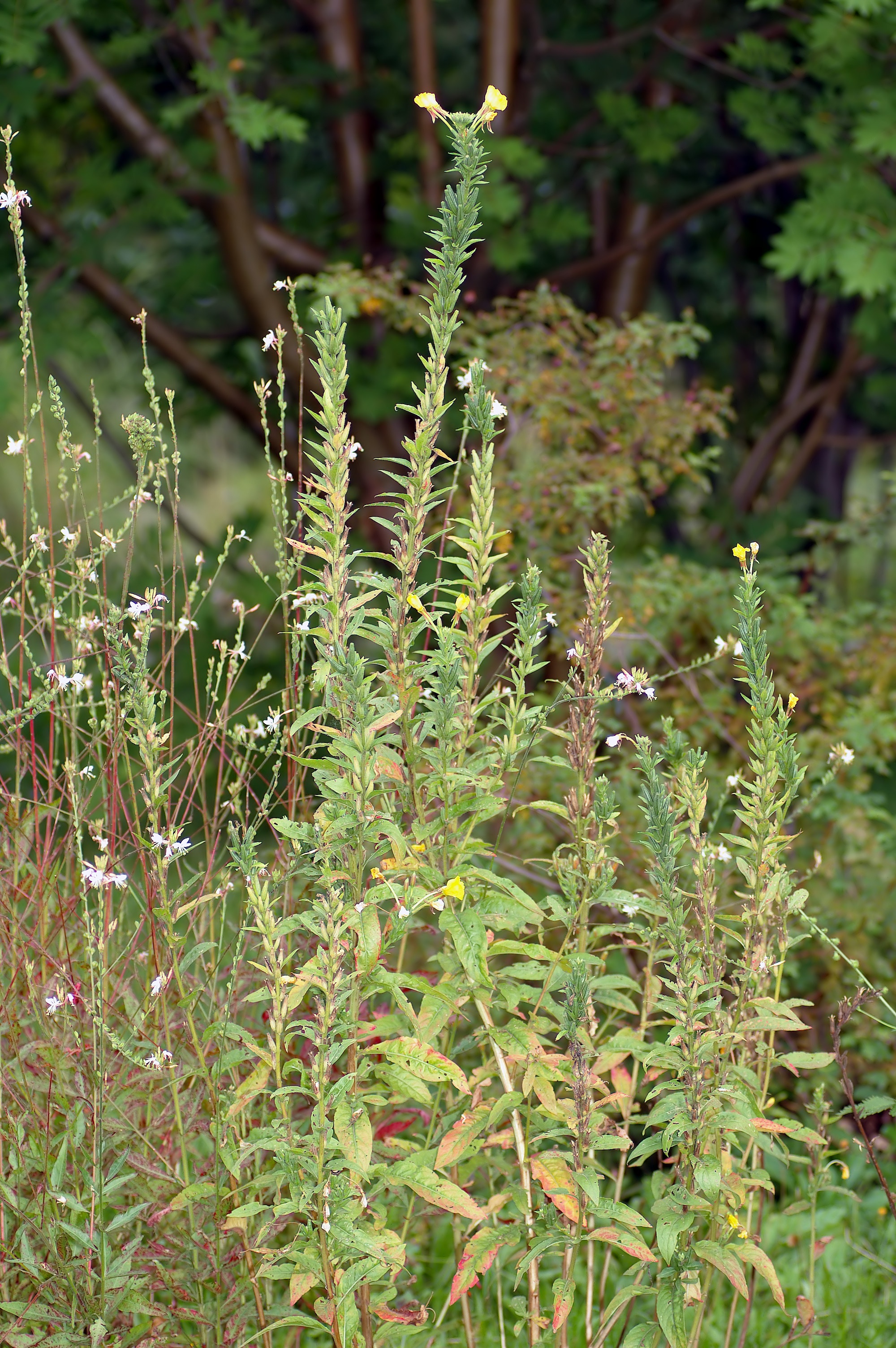

Wiesiołek Hoelschera (Oenothera hoelscheri Renner ex Rostański) – gatunek rośliny należący do rodziny wiesiołkowatych.

## Pochodzenie i rozprzestrzenienie
Prawdopodobnie jest mieszańcem Oenothera depressa i Oenothera biennis, lub Oe. depressa × Oenothera biennis. W Europie Środkowej po raz pierwszy odnotowano jego występowanie w 1942 roku. Jeden z jego gatunków rodzicielskich – Oe. depressa pochodzi z Ameryki Północnej. Wiesiołek Hoelschera występuje tylko w Europie Środkowej, i jest tutaj dość szeroko rozprzestrzeniony. W Polsce jest dość częsty na Górnym Śląsku, w dolinie Wisły i dolinach jej dopływów, oraz w Małopolsce i na Lubelszczyźnie. Rozprzestrzenia się i pojawiają się doniesienia o jego występowaniu również w innych regionach Polski (np. na Pojezierzu Litewskim i na Dolnym Śląsku). Status gatunku we florze Polski: epekofit.

## Morfologia
UwagiGatunki wiesiołka są bardzo trudne do odróżnienia, tworzą też liczne mieszańce. Do prawidłowego oznaczenia gatunku należy znać m.in. siedlisko, w którym dana roślina rosła, barwę głównych nerwów na liściach, zabarwienie wierzchołka łodygi i pączków, stosunek długości płatków do szerokości, budowę włosków.
ŁodygaWzniesiona, często rozgałęziająca się dołem, o wysokości do 180 cm, czerwono nabiegła do samej podstawy kwiatostanu. Omszona jest dwoma rodzajami włosków; przylegającymi i sztywnymi, wyrastającymi na czerwonych brodawkach.
LiścieDolne eliptyczne, górne lancetowate. Brzegi liści ząbkowane, wierzchołek skręcony, środkowy nerw czerwony.
KwiatyZebrane w szczytowy kwiatostan o osi gruczołowato owłosionej. Dolna część osi jest zielona i czerwono kropkowana, górna czerwieniejąca. Pączki kwiatowe zazwyczaj zielone, rzadziej czerwono prążkowane, pokryte sztywnymi włoskami gruczołowatymi. Hypancjum o długości do 3,5 cm i owłosione tak samo, jak pączki kwiatowe. Działki kielicha zakończone kończykami o długości do 3, wyjątkowo 4 mm. Kończyki te dołem przylegają do kielicha, górą rozchylają się. Płatki korony żółte, sercowate, o długości do 23 mm i szerokości do 26 mm. Wewnątrz kwiatów jeden dolny słupek ze znamionami o długości 5–9 mm i 4 pręciki.
OwocTorebka o długości do 3 cm. Początkowo jest zielona, potem czerwono kropkowana. Ma ząbki na brzegu. Nasiona kanciaste, czerwonopurpurowe o długości do 2,2 mm.

## Biologia i ekologia
Roślina dwuletnia. W pierwszym roku wytwarza tylko pęd płonny, w drugi roku kwiatostan. Po wydaniu owoców obumiera. Kwitnie od lipca do września. Zapylany jest przez owady, ale w dużym stopniu występuje samopylność. Rośnie na siedliskach synantropijnych. Na Dolnym Śląsku np. rośnie na terenach kolejowych i na nieużytkach.